# Phyllanthus emblica
Myrobolan emblique, Groseillier de Ceylan
«  Amla (fruit) » redirige ici. Pour les autres significations, voir Amla.
Pour les articles homonymes, voir Myrobolan et Groseillier.
Espèce
Statut de conservation UICN

LC : Préoccupation mineure
Phyllanthus emblica, le Myrobolan emblique ou Groseillier de Ceylan, est une espèce de plantes à fleurs de la famille des Euphorbiaceae selon la classification classique[réf. nécessaire], ou de celle des Phyllanthaceae selon la classification phylogénétique.
C'est un arbre qui pousse au Népal, en Inde, au Sri Lanka où il est considéré comme sacré. Son fruit, également nommé amala / amla / amalaki ou « groseille népalaise ou indienne », est comestible. Il est également présent au Cambodge, où son fruit est apprécié.

## Culture

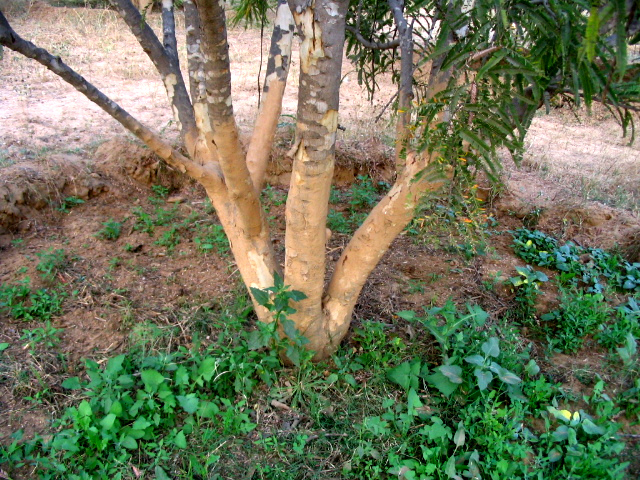
Tronc du Myrobolan emblique enduit d’une couche de boue, dans l'État du Rajasthan, en Inde.

Ce fruitier tropical, caduc, dioïque, est de rusticité 10a (supporte des gels brefs à -1 °C) à 11. Il se reproduit par bouturage en milieu chaud (>30 °C), la taille usuelle de fructification est la cépée. La production est de 15 à 20 kg de fruit pour un arbre adulte[réf. nécessaire].
Sa croissance est lente, il vit entre 20 et 35 ans et atteint 8 à 10 m[réf. nécessaire].
En climat méditerranéen chaud, le Myrobolan emblique se cultive comme les agrumes peu rustiques : chaulage du tronc, cuvette d'arrosage, toile d'hivernage, protection contre les vents froids[réf. nécessaire].

## Utilisation
La récolte des fruits se fait entre mi-décembre et mi-janvier dans l'hémisphère nord[réf. nécessaire].
Le fruit sphérique avec des facettes peu marquées, au goût tannique et acide, est spécialement riche en acide ascorbique et en pectine : 720 mg de vitamine C pour 100 g de pulpe de fruit, jusqu’à 900 mg pour 100 g de jus pressé. On l'utilise dans les confitures, les gélatines et comme pickles. La peau est fine et comestible, la pulpe adhère au noyau, elle est aigre, sa texture est agréablement croquante[réf. nécessaire].
Une étude sino-japonaise de 2000 a découvert trois esters hétérosides (nommés phyllaemblicines A, B et C), un ester de méthyl ainsi qu’une quinzaine de tanins et de composés similaires dans les racines du Myrobolan emblique . Une étude indienne , en 2010, a mis en évidence un contenu extrêmement élevé des fruits frais en flavonoïdes.
Une huile est extraite de ses noyaux[réf. nécessaire].

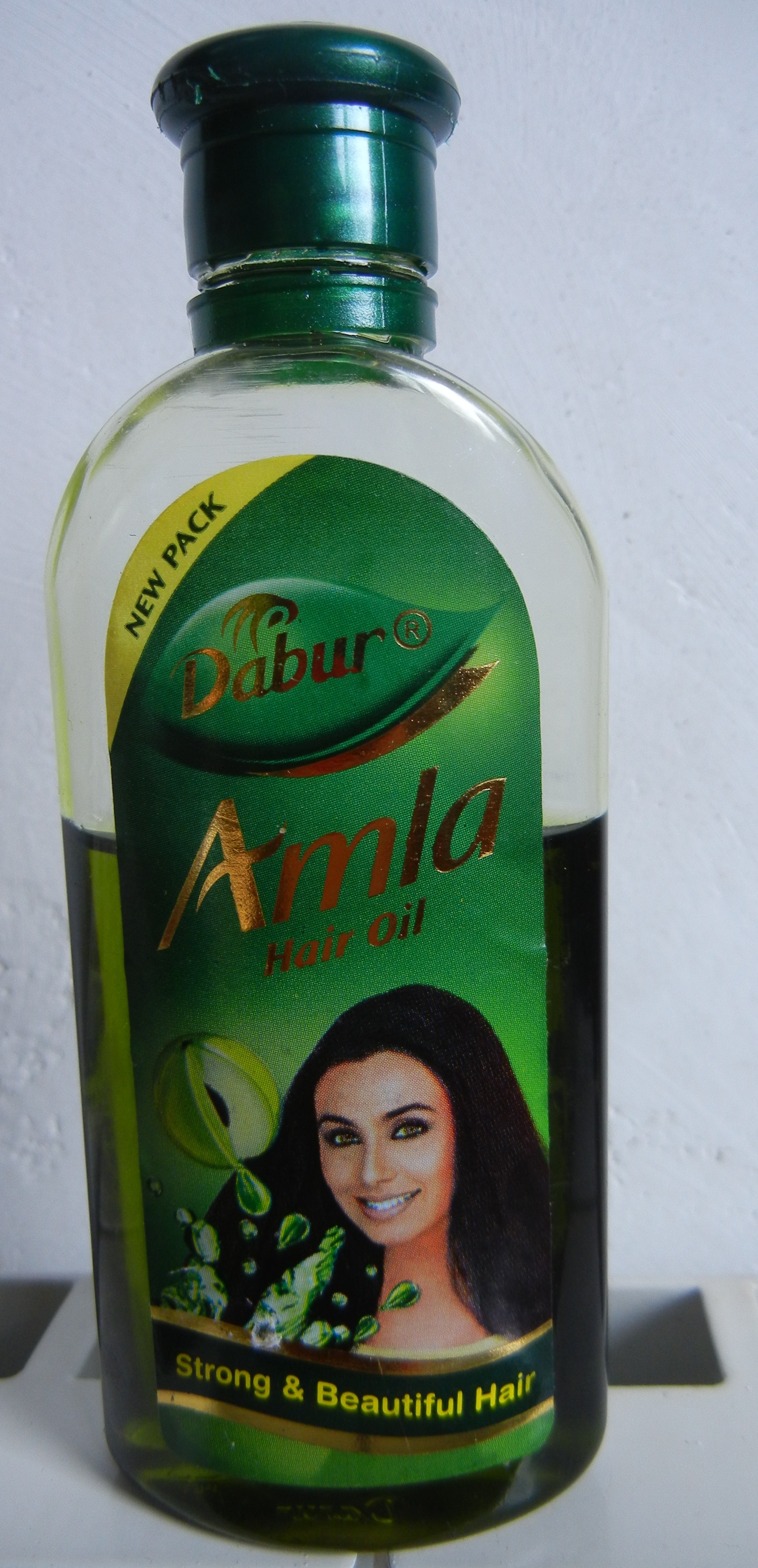
Huile pour cheveux du Myrobolan emblique.

Il est utilisé par l’ayurveda pour faire des shampooings ou des huiles pour cheveux.
Les feuilles sont utilisées comme fourrage et comme colorant[réf. nécessaire].

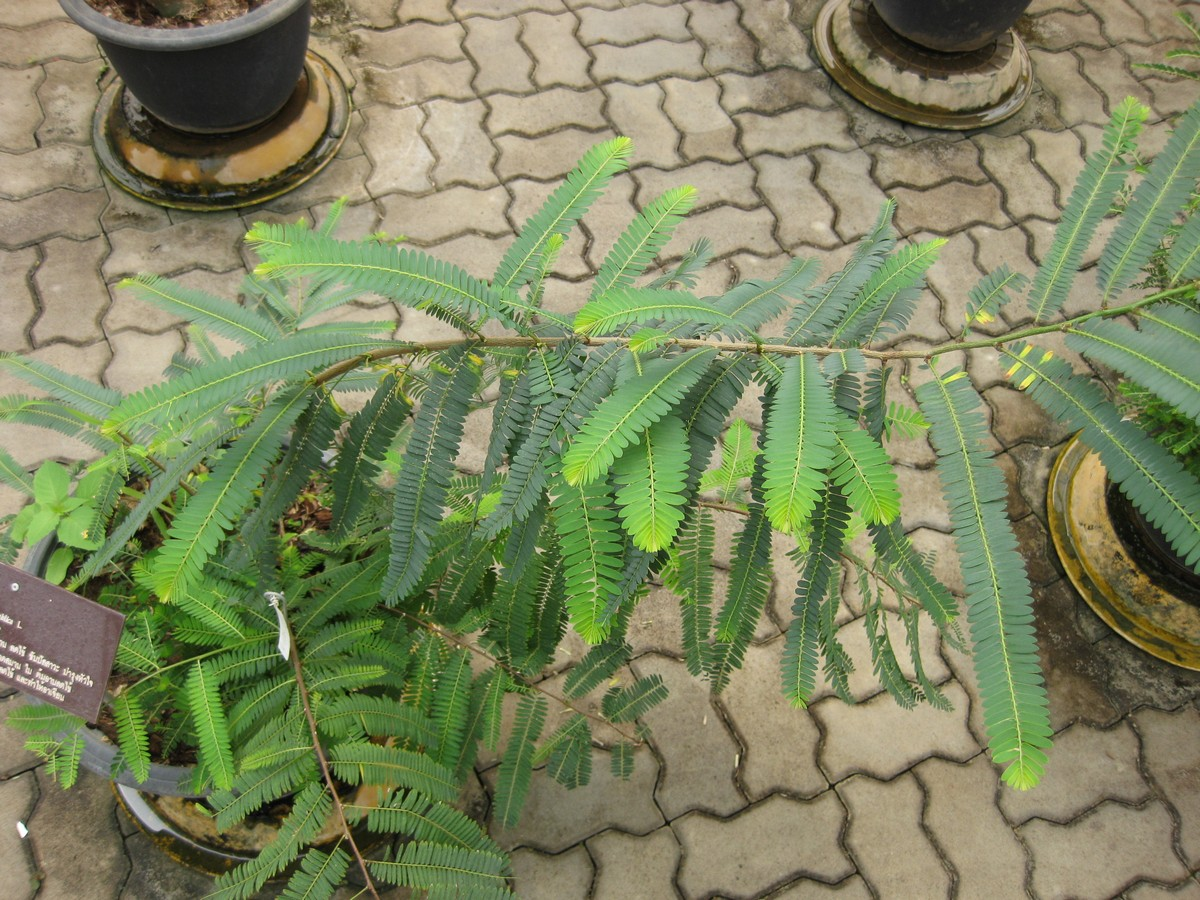
Feuilles, au jardin botanique de la reine Sirikit, en Thaïlande.

## Effets sur la santé
Dans une étude de 2011, les diabétiques à qui on faisait prendre de 1 à 3 g d'amla en poudre (l'équivalent d'un à deux fruits) par jour ont vu leur glycémie à jeun redescendre à niveau normal et leurs cholestérol total, LDL et triglycérides (ces derniers uniquement pour 2 et 3 g / jour) fortement diminués après 21 jours. L'effet sur les cholestérol, LDL et  triglycérides était également présent chez les sujets non diabétiques.
Dans une étude comparative de 3 100 aliments, boissons, épices, herbes et compléments alimentaires, l'amla séché a été déterminé comme étant celui ayant le plus haut niveau d'antioxydants.
Des études ont montré des effets antibactérien, antifongique, antiviral, antidiabétique, hypolipémiant, anti-ulcère, anti radicaux libres, antioxydant, antimutagène, anti-inflammatoire et immunomodulateur, antipyrétique, analgésique, antitussif, antiathérogène, adaptogène, antivenins pour serpents, gastroprotecteur, antianémie, antihypercholestérolémie, cicatrisant, antidiarrhéique, hépatoprotecteur, néphroprotecteur et neuroprotecteur.
Une étude de 2016 a montré que la santé des jeunes poulets ayant reçu même de très faibles doses d'extrait du Myrobolan emblique s'est améliorée. Ils se sont développés plus rapidement que les poulets n'ayant pas reçu du Myrobolan emblique.
Une étude de décembre 2017 a confirmé les conclusions des études précédentes selon lesquelles les sept phénols contenus dans l'huile extraite du fruit avaient des propriétés anticancéreuses.
Une étude de la fin de 2017 a montré que les rats femelles hypothyroïdes suivant un régime riche en matières grasses pendant six semaines réduisaient le stress oxydatif et l'inflammation grâce à l'amla.

## Symbolique
Le Myrobolan emblique est un arbre de longue vie et noble suivant la classification des plantes dans la culture indienne et ayurvédique[réf. nécessaire].

## Noms vulgaires et vernaculaires
Ce taxon porte en français les noms vernaculaires ou normalisés « Groseillier de Ceylan »,, « Myrobalan emblic », « Myrobolan emblique » ou simplement « Myrobolan ».
- En sanskrit : आमलक, āmalaka, arbre myrobolan[16] ; Aonla ; aola ; amalaki ; dharty ; aamvala ; aawallaa ; nellikai ; nillika ; usareekai
- En anglais : Emblic ; emblic myrobalan ; nelli ; amla berry ; Indian gooseberry (lit. groseille indienne)
- Arbre de Malacca, melaka
- En khmer : កន្ទួតព្រៃ (kân-tuot prei)[17]

## Synonymes
Phyllanthus emblica a pour synonymes :
- Cicca emblica (L.) Kurz
- Diasperus emblica (L.) Kuntze
- Diasperus pomifer (Hook.f.) Kuntze
- Dichelactina nodicaulis Hance
- Dichelactina nodicaulus Hance
- Emblica arborea Raf.
- Emblica officinalis Gaertn.
- Mirobalanus embilica Burm.
- Phyllanthus glomeratus Roxb.
- Phyllanthus glomeratus Roxb. ex Benth.
- Phyllanthus glomeratus Roxb. ex Wall.
- Phyllanthus mairei H.Lév.
- Phyllanthus mimosifolius Salisb.
- Phyllanthus pomifer Hook.f.
- Phyllanthus taxifolius D.Don